# Gare de Celldömölk
La gare de Celldömölk (en hongrois : Celldömölk vasútállomás) est une halte ferroviaire hongroise, située à Celldömölk.

## Situation ferroviaire
La gare de Celldömölk est l'un des principaux nœuds ferroviaires de l'Ouest de la Hongrie. Elle se situe au croisement des lignes 10 20 25, qui relient des gares importantes de Transdanubie (gare de Győr, gare de Szombathely) aux localités frontalières avec l'Autriche et la Slovénie.

## Histoire
La loi V de 1869 délègue en 1870 à la compagnie Magyar Nyugati Vasút Rt. le développement du réseau ferré hongrois de Transdanubie. La gare de Kiss-Czell (actuelle Celldömölk) ouvre en 1871 avec l'inauguration de la ligne de Győr à Szombathely. En 1873, la gare devient avec l'ouverture de la ligne de Székesfehérvár à Gyanafalva (actuelle Jennersdorf) par Szombathely l'un des principaux nœuds ferroviaires du pays. 
Dans le cadre du contrat de délégation à la compagnie Magyar Nyugati Vasút Rt., la gare devient également un important relais d'étape avec son célèbre buffet de la gare (resti), sa buvette et ses cuisines. À l'étage de cette dépendant sont alors aménagées des chambres pour le personnel permanent. C'est dans un de ces logements que naîtra d'ailleurs le poète Andor Németh. 
Le 1er janvier 1889, l'État hongrois transfère la propriété de la partie hongroise du réseau transdanubien de la Magyar Nyugati Vasúr Rt. à la Magyar Államvasutak. À la même période est inaugurée la liaison de train suburbain entre Boba et Csáktornya (actuelle Čakovec), dont l'un des terminus devient Kis-Czell. En décembre 1904, la gare devient « gare de Celldömölk » après la fusion de Kis-Czell et Dömölk.
À la fin du XIXe siècle, les différents corps de bâtiment sont continuellement améliorés et agrandis pour atteindre leur aspect définitif. La croissance importante du trafic nécessite la construction d'une gare de triage, de hangars et d'ateliers d'entretien. En 1907, une voie de service est créée pour relier la gare à la toute nouvelle mine de basalte de Ság-hegy. La gare de triage est néanmoins fermée après le traité de Trianon en 1920 mais rouvre au moment de la Seconde Guerre mondiale. Le 13 février 1945, les avions des forces alliées cherchent à bombarder les installations ferroviaires mais causent de nombreuses victimes civiles à l'intérieur du village. Le 27 mars 1945, les Allemands en repli cherchent également à faire sauter les installations sans y parvenir toutefois. 
Le trafic reprend sous commandement soviétique dès la fin du conflit. En 1959, les militaires russes développent les installations, agrandissent la gare et rénovent les voies. En 1970, des vestiaires équipés de douche sont construits pour les travailleurs de la gare et du poste d'aiguillage. Le 1er janvier 1979, la desserte suburbaine entre Celldömölk et Fertőszentmiklós est supprimée. Enfin, la gare ainsi que l'ensemble de la ligne de Székesfehérvár à Szombathely sont électrifiés.